# Phrynidae
Phrynichidae is een familie van de zweepspinnen (Amblypygi), onderorde Euamblypygi. De familie bestaat uit 59 nog levende en 3 fossiele soorten.

## Kenmerken
Het lichaam van deze dieren is bruin met een donkere tekening. De lichaamslengte varieert van 0,5 tot 6 cm.

## Verspreiding en leefgebied
Deze familie komt voor in (sub)tropische gebieden onder stenen, schors, in bladstrooisel, rotsspleten en grotten.

## Taxonomie
- Geslacht Acanthophrynus - Kraepelin, 1899
  - Acanthophrynus coronatus - (Butler, 1873)
- Geslacht Electrophrynus  † - Petrunkevitch, 1971
  - Electrophrynus mirus  † - Petrunkevitch, 1971
- Geslacht Heterophrynus - Pocock, 1894
  - Heterophrynus alces - Pocock, 1902
  - Heterophrynus armiger - Pocock, 1902
  - Heterophrynus batesii - (Butler, 1873)
  - Heterophrynus brevimanus - Mello-Leitao, 1931
  - Heterophrynus cervinus - Pocock, 1894
  - Heterophrynus cheiracanthus - (Gervais, 1842)
  - Heterophrynus elaphus - Pocock, 1903
  - Heterophrynus gorgo - (Wood, 1869)
  - Heterophrynus pumilio - (C.L.Koch, 1840)
  - Heterophrynus seriatus - Mello-Leitao, 1940
  - Heterophrynus vesanicus - Mello-Leitao, 1941
- Geslacht Paraphrynus - Moreno, 1940
  - Paraphrynus azteca - (Pocock, 1894)
  - Paraphrynus baeops - Mullinex, 1975
  - Paraphrynus chacmool - (Rowland, 1973)
  - Paraphrynus chiztun - (Rowland, 1973)
  - Paraphrynus cubensis - Quintero, 1983
  - Paraphrynus emaciatus - Mullinex, 1975
  - Paraphrynus grubbsi - Cokendolpher & Sissom, 2001
  - Paraphrynus intermedius - (Franganillo, 1926)
  - Paraphrynus laevifrons - (Pocock, 1894)
  - Paraphrynus macrops - (Pocock, 1894)
  - Paraphrynus mexicanus - (Bilimek, 1867)
  - Paraphrynus pococki - Mullinex, 1975
  - Paraphrynus raptator - (Pocock, 1902)
  - Paraphrynus reddelli - Mullinex, 1979
  - Paraphrynus robustus - (Franganillo, 1931)
  - Paraphrynus subspinosus - Franganillo, 1936
  - Paraphrynus velmae - Mullinex, 1975
  - Paraphrynus viridiceps - (Pcocok, 1894)
  - Paraphrynus williamsi - Mullinex, 1975
- Geslacht Phrynus - Lamarck, 1801
  - Phrynus asperatipes - Wood, 1863
  - Phrynus barbadensis - (Pocock, 1894)
  - Phrynus cozumel - Armas, 1995
  - Phrynus damonidaensis - Quintero, 1981
  - Phrynus eucharis - Armas & Gonzalez, 2001
  - Phrynus fossilis  † - Keferstein, 1828
  - Phrynus fuscimanus - C.L.Koch, 1847
  - Phrynus garridoi - Armas, 1994
  - Phrynus gervaisii - (Pocock, 1894)
  - Phrynus goesii - Thorell, 1889
  - Phrynus hispaniolae - Armas & Gonzalez, 2001
  - Phrynus kennidae - Armas & Gonzalez, 2001
  - Phrynus levii - Quintero, 1981
  - Phrynus longipes - (Pocock, 1894)
  - Phrynus maesi - Armas, 1995
  - Phrynus marginemaculatus - C.L.Koch, 1840
  - Phrynus noeli - Armas & Perez, 1994
  - Phrynus operculatus - Pocock, 1902
  - Phrynus palenque - Armas, 1995
  - Phrynus parvulus - Pocock, 1902
  - Phrynus pavesii - Fenizia, 1897
  - Phrynus pinarensis - Franganillo, 1940
  - Phrynus pinero - Armas & Avila Calvo, 2000
  - Phrynus pseudoparvulus - Armas & Viquez, 2001
  - Phrynus pulchripes - (Pocock, 1894)
  - Phrynus resinae  † - (Schawaller, 1979)
  - Phrynus santarensis - (Pocock, 1894)
  - Phrynus tessellatus - (Pocock, 1894)
  - Phrynus viridescens - Franganillo, 1931
  - Phrynus whitei - Gervais, 1842
  - Tarantula cordata - Lichtenstein, 1796